# Gorgònides
Illes Gorgònides és el nom clàssic (que derivaria del que haurien donat els seus descobridors fenicis) a unes illes de l'oceà Atlàntic, que probablement correspondrien a les modernes illes de Cap Verd. Plini les esmenta i diu que els seus habitants fugien de manera molt ràpida i que el cartaginès Hannó no en va poder atrapar cap. Apareixen igualment al mapa de Ptolemeu.